# كريستينا سالبادور
كريستينا سالبادور (بالإسبانية: Cristina Salvador)‏ هي سباحة متزامنة إسبانية، ولدت في 26 سبتمبر 1991 في إسبانيا.

## وصلات خارجية
- كريستينا سالبادور على موقع الاتحاد الدولي للسباحة (الإنجليزية)